# Propylea
Genre
Propylea est un genre de coléoptères prédateurs de la famille des Coccinellidae, dont les larves et les adultes ont pour proies principalement des pucerons aussi bien sur les arbres fruitiers, les grandes cultures, les cultures légumières, les cultures ornementales que sur des plantes sauvages.

## Liste d'espèces
- Propylea dissecta (Mulsant, 1850)
- Propylea japonica (Thunberg, 1780)
- Propylea luteopustulata (Mulsant, 1850)
- Propylea quatuordecimpunctata (Linnaeus, 1758)

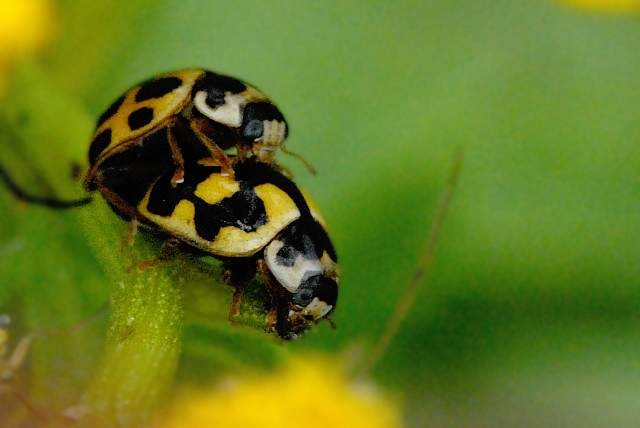
Propylea quatuordecimpunctata, Accouplement (Commanster, Ardennes belges)
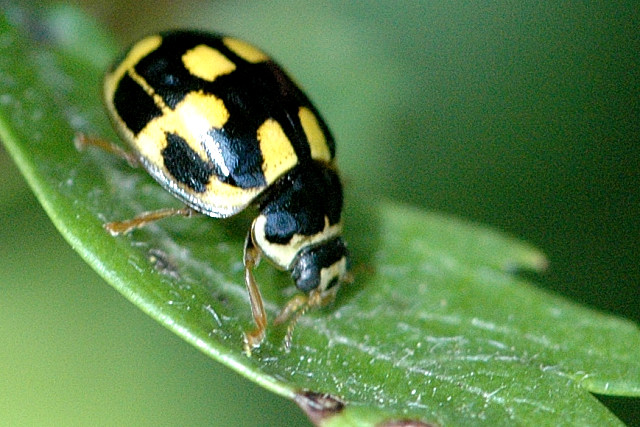
Propylea quatuordecimpunctata, (Commanster, Ardennes belges)
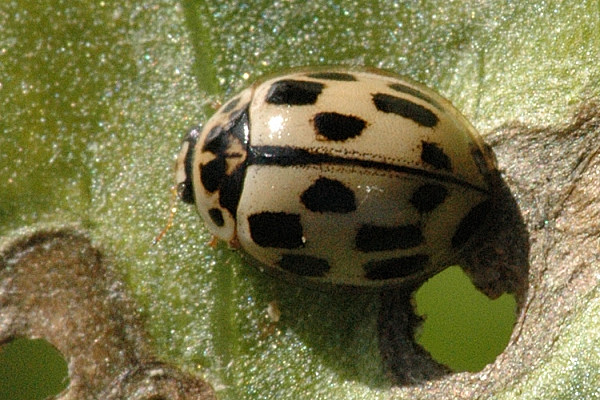
Propylea quatuordecimpunctata, (Commanster, Ardennes belges)